# Нижний Струтинь
Ни́жний Стру́тинь (укр. Нижній Струтинь) — село в Рожнятовской поселковой общине Калушского района Ивано-Франковской области Украины.
Население по переписи 2001 года составляло 3023 человека. Занимает площадь 21,173 км². Почтовый индекс — 77620. Телефонный код — 03474.